# Michele de Jorio
Michele de Jorio (Prócida, 18 de outubro de 1738 – Prócida, 13 de fevereiro de 1806) foi um jurista, advogado e magistrado italiano.
Desde 1798, de Jorio também se tornou professor catedrático de direito comercial. Em 1799, publicou em Nápoles o texto das aulas ministradas durante o primeiro ano do curso, La giurisprudenza del commercio ("A jurisprudência do comércio"), um extenso manual em quatro volumes.

## Obras

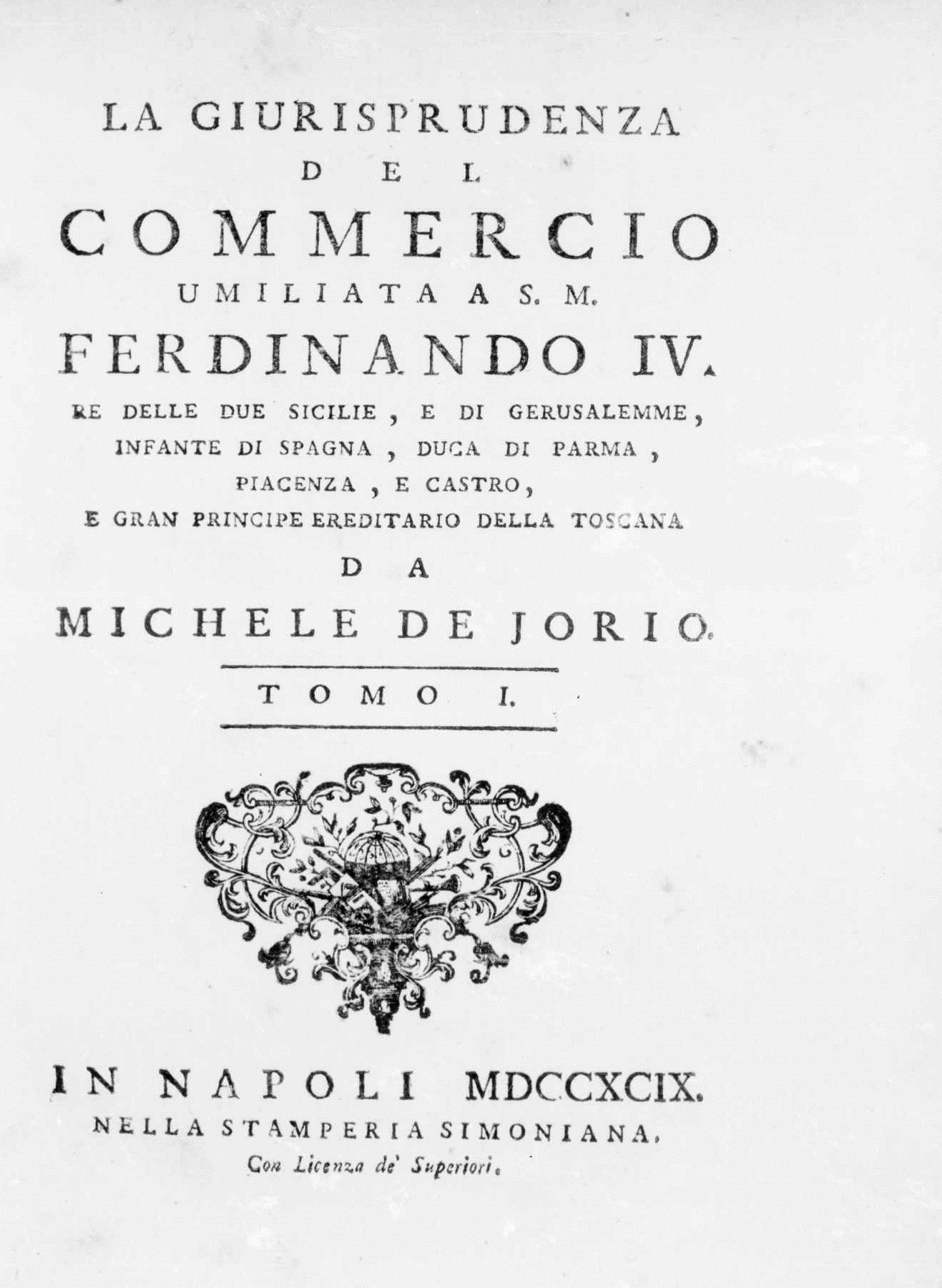
La giurisprudenza del commercio (1799)

- La giurisprudenza del commercio (em italiano). 1. Nápoles: Di Simone. 1799
- La giurisprudenza del commercio (em italiano). 2. Nápoles: Di Simone. 1799
- La giurisprudenza del commercio (em italiano). 3. Nápoles: Di Simone. 1799
- La giurisprudenza del commercio (em italiano). 4. Nápoles: Di Simone. 1799